# Charles Fortin (peintre)
Pour les articles homonymes, voir Charles Fortin.
Charles Fortin, né à Paris le 12 juin 1815 et mort dans la même ville le 19 octobre 1865, est un peintre français.

## Biographie
Fils du peintre et sculpteur Augustin Félix Fortin, Charles Fortin est élève de Joseph Beaume et de Camille Roqueplan.
Ses débuts au Salon datent de 1835. Depuis cette époque jusqu’en 1865, il figure à presque toutes les expositions et y obtient, en 1849, une médaille de 1re classe, médaille qui fut rappelée en 1857, en 1858 et en 1861, année où lui fut décernée la croix de chevalier de la Légion d'honneur.
Il meurt à son domicile parisien de la rue de Bellefond et est inhumé à Paris au cimetière du Père-Lachaise (57e division).

## Œuvres
- Lille, palais des Beaux-Arts : Chouans, Salon de 1853, huile sur toile[5].
- Grenoble, musée de Grenoble : Pendant les vêpres (Morbihan), Salon de 1855, huile sur panneau[6].
- Boulogne-sur-Mer, Château-musée : Une famille bretonne, huile sur toile[7].
- Nantes, musée d'Arts :
  - Portrait de femme, huile sur toile[8] ;
  - Intérieur pris à Port-Nichet, huile sur toile[9].

Œuvres de Charles Fortin
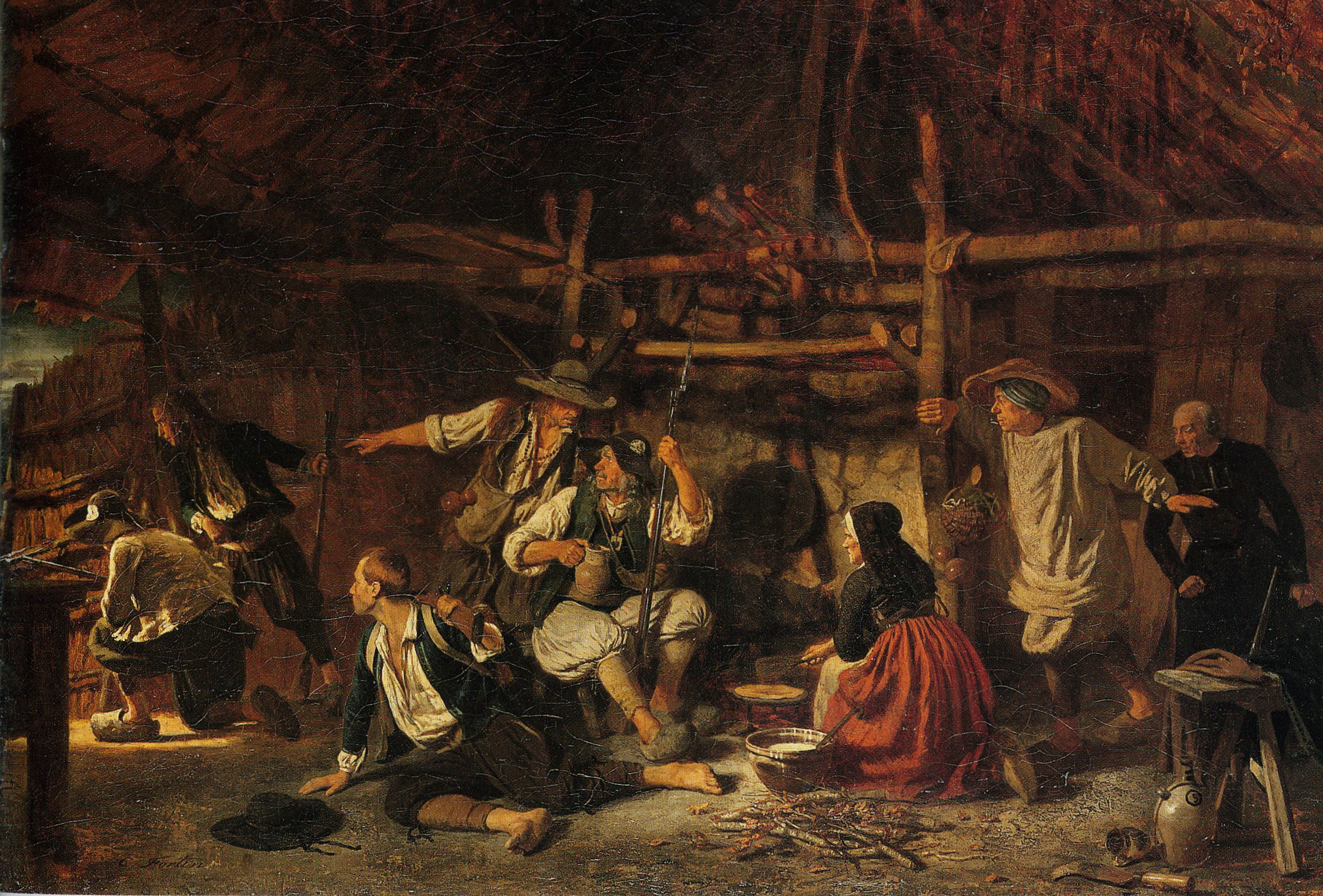
Les Chouans (Salon de 1853), huile sur toile, palais des Beaux-Arts de Lille.
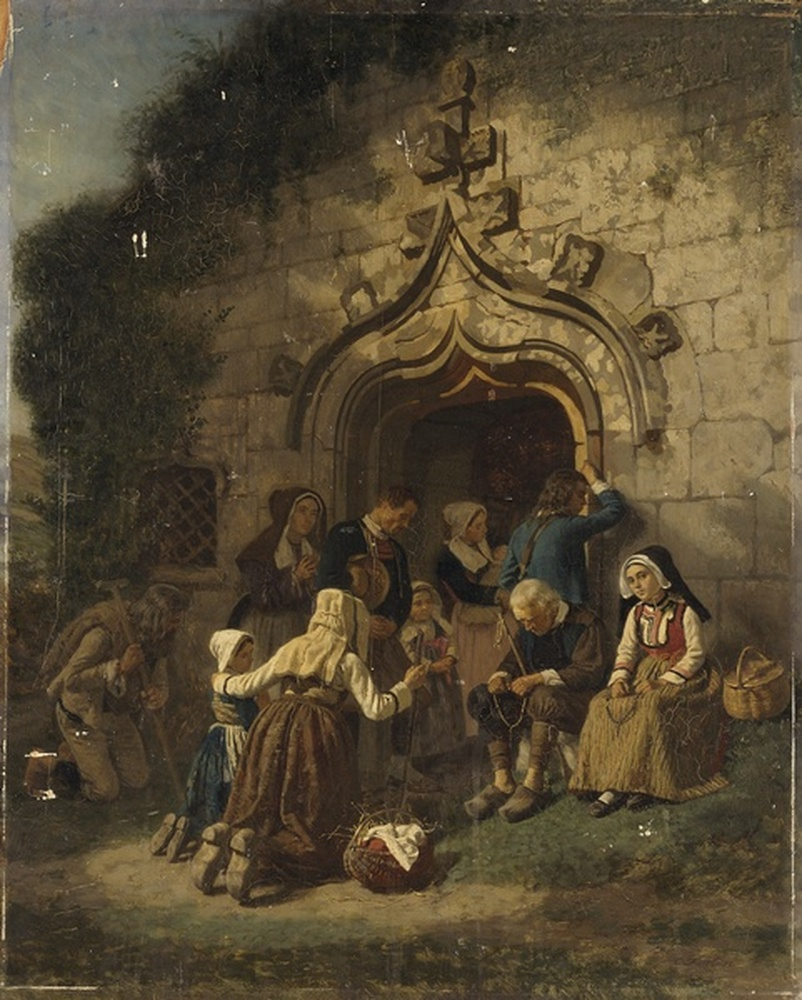
Pendant les vêpres en Morbihan (Salon de 1855), musée de Grenoble.